# Schelm von Bergen
Der Schelm von Bergen ist eine Ballade Heinrich Heines (* 1797; † 1856). Sie ist veröffentlicht in den Historien, dem ersten Buch im Romanzero. Zum ersten Mal gedruckt wurde die Ballade unter dem Titel Herr Schelm von Bergen in der Kölnischen Zeitung am 30. Mai 1846.

## Tradition
Es gibt eine Sage, die die Herkunft des merkwürdigen Namens des Adelsgeschlechts der Schelme von Bergen erklären soll. Dieses Geschlecht ist seit dem Ende des 12. Jahrhunderts belegt, doch in dieser Zeit bis hin zum 17. Jahrhundert war Schelm ein Schimpfwort und bedeutete so viel wie „Bösewicht“. Wilhelm Smets hat diese Sage bearbeitet. In seinem Gedicht wird eine Königin entehrt, weil sie auf einem Maskenball unwissentlich mit einem Scharfrichter getanzt hat. Der Henker jedoch hat eine Lösung für das Problem: Man solle ihn zum Ritter schlagen, was dann auch geschieht. In einer älteren Bearbeitung der Sage durch Isaac von Sinclair ist es ein Kaiserpaar, das den Henker zum Ritter macht. Hier wird die Güte der Herrscher ins Blickfeld gerückt.
Ganz anders bei Heine. Bei ihm ist der aktive Part die Herzogin, die dem sich sträubenden Henker die Maske gleichsam mit Gewalt vom Gesicht reißt, obwohl er den Ball verlassen wollte, um seine unehrenhafte Identität geheim zu halten. Es ist dann auch nicht der Scharfrichter, sondern der schlaue Herzog, der die Lösung für das Problem findet und die Entehrung der Gemahlin durch den Ritterschlag wegnimmt. Er sagt:
"Mit diesem Schwertschlag mach ich dich
Jetzt ehrlich und ritterzünftig" (Vs. 45f.)
Damit erhält die Ballade politische Aussagekraft. Denn sie rückt die Willkür der Standesunterschiede und den Opportunismus des Adels ins Zentrum. Gerade um die Exklusivität des Adelsstandes zu wahren, nimmt der Herzog einen unehrlichen Mann in ihn auf.

## Inhalt
Im Schloss zu Düsseldorf gibt es einen Maskenball. Das Fest ist ausgelassen und fröhlich, die lachende Herzogin tanzt mit einem Mann, der eine schwarze Samtmaske trägt. Als die Musik aufhört zu spielen und der Tanz zu Ende ist, bittet der Maskierte die Herzogin, ihn gehen zu lassen, doch sie möchte unbedingt sein Gesicht sehen. Immer dringender fleht er sie an, ihn gehen zu lassen und macht schließlich sogar eine Anspielung auf seinen unehrenhaften Beruf: „Der Nacht und dem Tod gehör ich“ (V. 30). Da reißt die Dame ihm die Maske vom Gesicht und die Menge im Saal erkennt sofort den „Scharfrichter von Bergen“ (V. 37). Das entehrt die zurückweichende Herzogin, doch ihr Gemahl findet sofort eine Lösung und schlägt den Henker zum Ritter. Mit dem Ritterschlag schlägt die Geburtsstunde des Geschlechts derer von Bergen. So schlussfolgert die letzte Strophe:
"So ward der Henker ein Edelmann.
Und Ahnherr der Schelme von Bergen.
Ein stolzes Geschlecht! es blühte am Rhein.
Jetzt schläft es in steinernen Särgen." (Vs. 49ff.)

## Ausgabe und Literatur
- Heinrich Heine: Romanzero. Mit einem Nachwort, einer Zeittafel zu Heinrich Heine, Erläuterungen und bibliographischen Hinweisen von Joachim Bark, München 1988.
- Hartmut Laufhütte: Zu einigen Gedichten aus Heinrich Heines Romanzero, in: Aufsätze, Rezensionen und Berichte aus der germanistischen Forschung 2, hrsg. v. Ralf Schuster Verlag, Passau 2008.